# Вовк Володимир Михайлович
Володимир-Богдан Михайлович Вовк (19 липня 1940, село Підлипці Зо́лочівського райо́ну Львівської області) — український науковець і викладач, доктор економічних наук, професор, автор численних наукових праць.

## Біографія
Народився 19 липня 1940 року у селі Підлипці Зо́лочівського райо́ну Львівської області. 1957 року закінчив Плугівську середню школу Зо́лочівського райо́ну.
З 1958 до 1963 року навчається на механіко-математичному факультеті Львівського державного університету імені Івана Франка. Працює в обчислювальному центрі університету на посаді інженера-програміста.
1963—1964 роки служба в армії.
Після закінчення служби в армії працює на посаді старшого наукового співробітника обчислювального центру університету. Того ж року створив і очолив ініціативну групу по створенню обчислювального центру на Львівській залізниці.
1967 року організовує обчислювальну лабораторію на економічному факультеті університету.
З 1968 року — асистент кафедри економічної кібернетики університету. Кандидатська дисертація «Деякі задачі оптимального використання потужностей у будівельному виробництві» (1971 р.)
З 1983 року завідувач кафедри економічної кібернетики. Перша філія кафедри університету на виробництві — це філія кафедри економічної кібернетики створена ним на НВО «Електрон».
Докторська дисертація «Моделювання і оптимізація управління будівельним виробництвом» захищена у 1993 році в Інституті кібернетики імені В. М. Глушкова.
В 1994 році присвоєно вчене звання професора.
В 1999 році організував і очолив за сумісництвом першу в університеті філію економічного факультету у місті Червонограді.

## Наукова діяльність

### Сфера наукових інтересів
Основною сферою наукових інтересів є математичні методи в управлінні економіко-виробничими системами.
- розроблено методи і алгоритми оптимізації управління складними економіко-виробничими об'єктами (на прикладі будівельного виробництва);
- розроблено теоретичні основи управління реалізацією складних будівельних проектів. На вирішення цієї проблеми запропоновано концепцію моделювання реалізації складних будівельних проектів, складено алгоритм монтажу великопанельного житлового будинку (в нормальних умовах і в умовах виникнення дефіциту будівельних виробів);
- створено комплекс методів і алгоритмів моделювання і оптимізації ресурсозабезпечення у економіко-виробничих будівельних системах;
- запропонована концепція та інструментарій її реалізації управління виробничими процесами при будівництві електричних мереж на основі методів математичного моделювання і комп'ютерних технологій;
- розроблено метод розв'язування задачі транспортного типу з фіксованими доплатами;
- створено комплекс методів, алгоритмів та моделей управління фінансовою діяльністю підприємства.

### Наукові дослідження
Наукові дослідження присвячуються вирішенню проблем управління господарсько-фінансовою діяльністю суб'єктів підприємництва та застосуванню при цьому економіко-математичного моделювання та комп'ютерних технологій.
На цьому етапі вирішуються такі проблеми:
- формування концепції вибору оптимальної стратегії поведінки країн певного регіону (вибір оптимальної експортної програми; визначення оптимального обсягу імпорту та розробка комплексу економіко-математичних моделей управління експортно-імпортними операціями України в середовищі країн Центрально-Східної Європи, тощо);
- обґрунтування вибору найбільш ефективних інвестиційних проектів підприємства з врахуванням рівня інвестиційного ризику;
- створення комплексу оптимізаційних методів і алгоритмів ціноутворення на рівні фірми;
- створення комплексу економіко-математичних моделей управління адаптацією виробничого потенціалу підприємства.

### Наукова школа
Доктор економічних наук, професор Вовк Володимир Михайлович є засновником наукової школи «Економіко-математичне моделювання економіко-виробничих систем». Наукові дослідження школи проводяться у відповідності до Програми найважливіших наукових досліджень Міністерства освіти і науки України з проблем природничих, суспільних і гуманітарних наук.
Автор більш ніж 230-и наукових праць, в тому числі 11 монографій, більше 20 навчальних посібників, 30 навчально-методичних робіт та 200 наукових статей.

### Монографії, підручники та навчальні посібники
- Вовк В. М. Некоторые задачи оптимального использования мощностей в строительном производстве / В. М. Вовк. — Львов: ЛГУ 1971. — 22 с.
- Вовк В. М. Математичні методи в плануванні промислових підприємств: навч. посібник / В. М. Вовк. — Львів: ЛДУ, 1979. — 87 с.
- Вовк В. Реальные хозяйственные ситуации и рекомендации по совершенствованию производства / Т. Алманова, В. Барикин, В. Вовк, [и др.] — Львов: ЛГУ 1988. — 31 с.
- Вовк В. М. Матричні економічні моделі: цикл лекцій / В. М. Вовк. — Львів: ЛДУ, 1991.-60 с.
- Вовк В. М. Оптимізація використання виробничих потужностей будівельної організації: навч. посібник / В. М. Вовк. — К. : НМК ВО, 1992. — 164 с.
- Вовк В. М. Оптимизация материально-технического обеспечения электросетевого строительства: наукове видання / В. М. Вовк. — Львов: ЛГУ, Деп. в УкрИНТЭИ 37І — Ук92, 1992. — 182 с.
- Вовк В. М. Оптимізація планування перевезень в крупнопанельному домобудуванні / В. М. Вовк. Препринт. — К. : НМК ВО, 1991. — 56 с.
- Вовк В. М. Задачі оптимального планування будівельного виробництва: навч. посібник / В. М. Вовк. — К. : НМК ВО, 1991. — 64 с.
- Вовк В. М. Моделювання виробничих процесів у великопанельному домобудуванні: навч. посібник / В. М. Вовк, Л. Г. Черняховська. — К. : НМК ВО, 1991. — 191 с.
- Вовк В. М. Математическое моделироване в управлении крупнопанельным домостроением: навч. посібник / В. М. Вовк, Л. Г. Черняховская. — Львов: ЛГУ, Деп в УкрИТЭИ № 370 — Ук 92, 1992. — 243 с.
- Вовк В. М. Інформаційна технологія розрахунку і аналізу використання ресурсів в будівництві електричних мереж: навч. посібник / В. М. Вовк. — Львів: ЛДУ, Деп. в УкрІНТЕІ № 1842 -Ук92, 1992. — 226 с.
- Вовк В. М. Управління будівельним виробництвом в умовах конкуренції / В. М. Вовк. — К. : Т. «Знання», 1992. — 20 с.
- Вовк В. М. Основи системного аналізу. : навч. посібник / В. М. Вовк, З. Б. Дрогомирецька. — Львів: Видавничий центр ЛНУ ім. Івана Франка, 2002. — 248 с.
- Вовк В. М. Економіка України у ХХІ столітті: ретросп. і перспективи. Математичні методи в економічному аналізі: монографія / В. М. Вовк [та ін.] — Львів: ЛНУ, 2002. — 47 с.
- Вовк В. М. Економічна кібернетика: підручник. Том 1 / В. М. Вовк [та ін.] — Донецьк: Юго-Восток, 2005. — 565 с.
- Вовк В. М. Экономическая кибернетика: ученик / В. М. Вовк [и др.] — Донецк: Юго-Восток, 2005. — 543 с.
- Вовк В. М. Экономическая кибернетика: учебник. Том 2. Книга 2. : Методология прикладных исследований экономической кибернетики / В. М. Вовк [и др.] — Донецк: ООО «Юго-Восток, Лтд», 2007. — 324 с.
- Вовк В. М. Макроекономічна політика в Україні: проблеми науки та практики. Актуальність оптимізації управління в економіко-виробничих системах: монографія / В. М. Вовк [та ін.] — Харків: ВД «ІНЖЕК», 2007. — 350 с.
- Wlodzimierz Wolk. Globalizacja a optymalizacja gospodarowania podmiotow ery cyfrowej (wybrane problemy i aspekty): monografia / Wlodzimierz Wolk [i innych]; redakcja naukowa dr hab.inz. Kazimierz Krupa. — Wyd. Transgr-go. Inst. Bad-go, Koszyce-Lwow-Luck-Rzeszow, 2006. — 310 с.
- Wlodzimierz Wolk. Rzedsiebiorstwo i region: monografia / Wlodzimierz Wolk [i innych] — URRzeszow Drukarnia, 2006. — 541 с.
- Вовк В. М. Математичні методи дослідження операцій в економіко-виробничих системах: монографія / В. М. Вовк. — Львів: Видавничий центр ЛНУ ім. Івана Франка, 2007. — 584 с.
- Вовк В. М. Сучасні та перспективні методи і моделі управління в економіці: монографія / В. М. Вовк [та ін.] Ч. 1, 2. — ДВНЗ.УАБС НБУ, 2008. — С. 231—255.
- Вовк В. М. Інвестиції та їхні оптимізаційні моделі: навч. посіб. /В. М. Вовк, І. М. Паславська — Львів: Видавничий центр ЛНУ ім. Івана Франка, 2009. — 286 с.
- Вовк В. М. Современные проблемы моделирования социально-экономических систем: монографія / В. М. Вовк [и др.] — Харьков: ВД «ИНЖЕК», 2009. — 428 с.
- Вовк В. М. Методологія наукової творчості: навч. посіб. / В. М. Вовк, Л. М. Зомчак, Н. І. Камінська -Львів: Видавничий центр ЛНУ ім. Івана Франка, 2010. — 140 с.
- Вовк В. М. Інвестування: навч. посібник із рекомендацією Міністерства освіти і науки України / В. М. Вовк, І. М. Паславська // — Львів: Видавничий центр ЛНУ ім. Івана Франка, 2011. — 435с.
- Вовк В. М. Моделювання організаційних процесів у підприємництві: монографія / В. М. Вовк, С. С. Прийма, І. М. Шиш. — Львів, 2011. — 334 с.
- Вовк В. М. Моделювання економічних процесів підприємства: монографія / В. М. Вовк, Н. І. Камінська, С. С. Прийма. — Львів, 2011. — 448с.
- Вовк В. М. Оптимізація соціальних програм підприємства / В. М. Вовк, С. С. Прийма // Моделирование социально-экономических систем: теория и практика: монография / Под.ред В. С. Пономаренко, Т. С. Клебановой, Н. А. Кизима. — Х. : ФЛП Александрова К. М., ИД «Інжек», 2012.-592 с. ( — С. 398—413).
- Vovk V. Organizational features of enterprise management / V. Vovk, N. Kaminska I innich // Pracownicy jako accelerator (teoria I wyniki badan): monografia / Redaktorzy naykowi: E/ Farkasova, W. Krupa, Skotnyy, — P. TUKE Kosice, UR Rzeszow, 2012. . — 541 с.
- Вовк В. М. Місія економічної кібернетики в управлінні економічними процесами / В. М. Вовк // Моделювання економічних систем: теорія, методика, практика і досвід: монографія / За ред. С. В. Коляденко. — Вінниця: ПП Балюк І. Б., 2012. — 400 с. (189—197).
- Вовк В. М. Моделювання фінансування інновацій у підприємництві / В. М. Вовк, С. С. Прийма, М. І. Комар // Модели оценки и анализа сложных социально-экономических систем: монография / Под.ред В. С. Пономаренко, Т. С. Клебановой, Н. А. Кизима. — Х. : ИД «Інжек», 2013. — 664 с. ( — С. 410—424).
- Вовк В. М. Збалансована модель стратегічного розвитку організації та її інформаційної структури / В. М. Вовк, О. О. Коваленко // Моделювання економічних систем: теорія, методика, практика і досвід: монографія / За ред. С. В. Коляденко. — Вінниця: ПП Балюк І. Б., 2012. — 400 с. ( — С. 242—249).

## Нагороди
У 2000 році нагороджений Грамотою Міністра освіти та науки України за активну участь у роботі експертних комісій з атестації вищих навчальних закладів та надання їм практичної допомоги з питань удосконалення навчально-виховного процесу.
У 2005 році присвоєно почесне звання «Заслужений професор Львівського національного університету імені Івана Франка».